# Църква Света Хрипсиме (Газвин, Иран)
"Света Хрипсиме" е Арменска апостолическа църква в Газвин, Иран (Техеранска епархия). Тя е подчинена на Великия дом на Киликия. Намира се на авеню Taleghani, кръстовище Khayam, улица Рафи.

## История
Има доказателства за първите арменци, които са дошли през 16 век в Газвин, тогава столица на Сафанидска Персия (1555-1598) след организираното изселване на няколко арменски семейства от шах Абас I Сефи от Исфахан, Хамадан, а също и от Тебриз.  Основната група арменци идват в Газвин през 1880 г. Първата арменска църква се нарича "Свети Саркис (1897 г.), която е разрушена.
Арменската общност получава подарък в началото на 20 век от търговеца Микаел Хан Бархударян. Той предоставя в центъра на града два парцела от 5900 метра за строителство на  арменско училище, театрална зала, стадион, библиотека и 12 магазина. 
Църквата "Света Хрипсиме" е построена през декември 1936 г. по предложение на тогавашния арменски духовен пастир на Газвин, отец Харутюн в памет на покойната дъщеря на Ованес Барсегян, - Хрипсиме, починала през 1934 г. Осветена е на 27 юни 1937 г. 
След Втората световна война  арменското население се увеличава значително, достигайки през 70-те години до 450-500 семейства (до 2000 жители). Но принудени, вследствие на Ислямската революция и войната между Иран и Ирак огромно мнозинство от арменците от Газвин да се преместят в Техеран или да заминат за чужбина. Земетресение с магнитуд 7,4, което се случва в Гилан на 20 юни 1990 г., причинява значителни щети на камбанарията на църквата, която след време е ремонтирана. Веднъж годишно, на празника на Света Хрипсиме (през май или юни), там се извършва поклонение под ръководството на архиепископ Сепух Саркисян, лидер на арменския епархия на Техеран. По повод осемдесетата годишнина на църквата "Света Хрипсиме" бе посетена от посланика на РА Арташес Туманян.

## Архитектура
Храмът "Света Хрипсиме" е правоъгълна сграда с размери 18,2 х 11,8 метра. Височината е повече от 5 метра. Сградата е изградена от тухли, стените са шпакловани отвътре. От западната страна е построена ниска камбанария. Барабанът на главния купол има осем прозореца.
На олтара има религиозна картина, която  изобразява Светата Троица. От дясната и лявата страна има големи изображения на апостолите Св. Тадей и Св. Вартоломей. В молитвената зала има има дървени пейки и четири стълба, на които са поставени изображения на Месроп Мащоц и Сахак Партев (създателите на арменската азбука).
На територията на църквата се намира арменското училище "Рафи", чиято сграда се използва за общежитие за арменски ученици. В училището е имало библиотека, където сега се съхраняват много книги и архиви.